# Louisa Martindale
Pour les articles homonymes, voir Martindale.
Louisa Martindale, née Spicer (25 juin 1839 – 15 mars 1914) est une suffragiste et militante britannique pour les droits des femmes.

## Biographie
Martindale est née à Woodford Green, Essex. Son père, James Spicer, est un grossiste en papeterie et dirige une entreprise familiale prospère. La famille est composée d'éminents congrégationalistes ,.
Elle fonde la station missionnaire Ray Lodge à Woodford Green en 1865. Pendant son séjour à Brighton, elle est l'une des fondatrices de la Women's Liberal Association (1891), du Women's Co-operative Movement et d'un dispensaire pour femmes qui devient plus tard le New Sussex Hospital for Women and Children. Elle est également impliquée dans la British and Foreign Bible Society et la Women's Suffrage Society. Elle aide son frère, Albert Spicer (en), député libéral des circonscriptions de Monmouth Boroughs (en) (1892-1900) et de Hackney Central (en) (1906-18), qui travaille lui-même sur des questions telles que l'admission des femmes dans les conseils de comté (en).
Son intérêt pour les droits des femmes date de 1867. Elle prend la parole dans la circonscription de Spicer à Monmouth sur des questions telles que l'admission susmentionnée des femmes dans les conseils de comté, écrit des conférences sur les droits des femmes et des sujets connexes et soutient le droit des femmes de prêcher. En 1904, elle assiste (avec sa fille Hilda Martindale) au Congrès international des femmes à Berlin, où elle rencontre Susan B. Anthony ; elle est membre du comité exécutif de la National Union of Women's Suffrage Societies et vice-présidente de la Société centrale. Non contente de l’action politique, Martindale s’engage de manière pratique pour améliorer la situation des femmes. Dans les années 1880, elle ouvre sa maison aux vendeuses un samedi sur deux et prend sous son aile un certain nombre de jeunes femmes défavorisées, parmi lesquelles Margaret Bondfield, qui devient plus tard la première femme membre du Cabinet du Royaume-Uni,,.

## Vie privée
En 1871, elle épouse William Martindale, marchand. Leur mariage est de courte durée ; il meurt seulement quelques années plus tard. L'une de leurs enfants est Louisa, suffragiste et chirurgienne. Une autre est Hilda, fonctionnaire et auteure,,. Une troisième fille est décédée en bas âge. Après la mort de son mari vers 1874, Louisa voyage avec ses jeunes filles à travers l'Angleterre et l'Europe, pour finalement s'installer à Brighton. En 1903, elle s'installe à Horsted Keynes dans le Sussex, où elle construit une église congrégationaliste.

## Mort

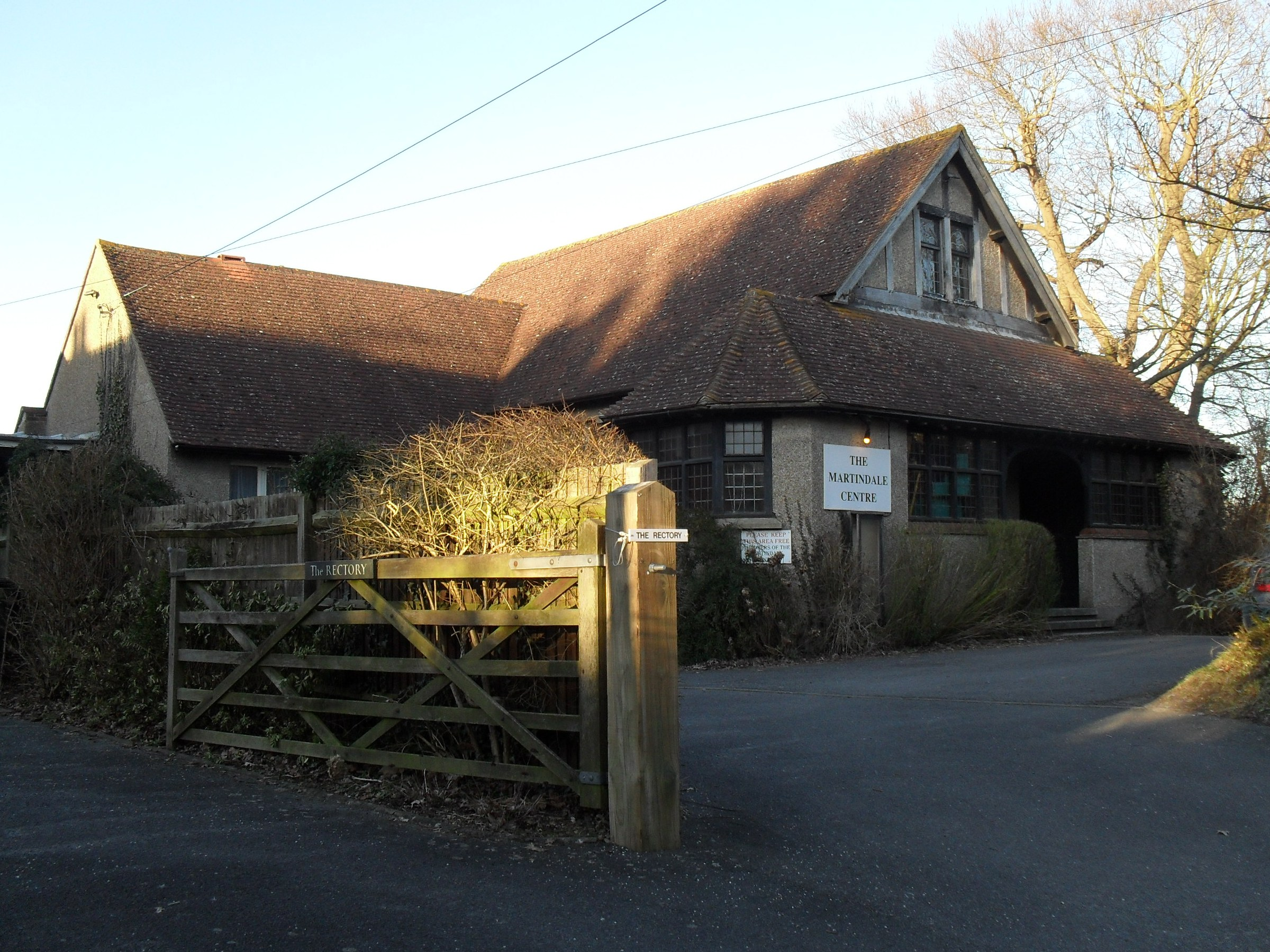
Le Centre Martindale à Horsted Keynes, dans le West Sussex, est fondé en 1907 par Louisa Martindale en tant qu'église congrégationaliste.

Martindale décède d'une pneumonie à Horsted Keynes (en) le 15 mars 1914, à l'âge de 74 ans.

## Héritage
L'héritage de Louisa Martindale est désormais bien reconnu. L'histoire de son travail à Horsted Keynes, en tant que fondatrice de l'« Église libre » congrégationaliste, en tant que dirigeante communautaire et défenseure des droits religieux des femmes, est conservée au Martindale Centre, au cœur du village.
Son héritage est peut-être mieux symbolisé par l'arrière-petite-fille de son frère James Spicer, Harriet Harman, Conseiller du roi, députée, politicienne travailliste qui atteint des fonctions de haut rang telles que leader adjoint et présidente du parti travailliste, leader de la Chambre des communes, Lord du sceau privé et ministre des Femmes et des Égalités.

## Lectures complémentaires
- Banks, O. The Biographical Dictionary of British Feminists . Vol. 2. New York : New York UP, 1990. (ISBN 978-0-8147-1146-0).
- Levine, Philippa. Victorian Feminism, 1850-1900 . Gainesville : UP de Floride, 1989. (ISBN 978-0-8130-1321-3).
- Levine, Philippa. Feminist Lives in Victorian England: Private Roles and Public Commitment. Figueroa, 2004. (ISBN 978-0-9727625-9-5).
- Martindale, Hilda . From One Generation to Another. Londres : George Allen & Unwin, 1944.
- Martindale, Hilda . Some Victorian Portraits and Others. Londres : George Allen & Unwin, 1948. Repr. Ayer, 1970. (ISBN 978-0-8369-8030-1).
- Martindale, Louise. A Woman Surgeon. Londres : Gollancz, 1951.